# UNSA Fonction publique
L'UNSA Fonction publique, anciennement Union des fédérations de fonctionnaires de l'UNSA (UFF-UNSA), puis UNSA-Fonctionnaires, est une organisation syndicale française regroupant l'ensemble des syndicats de fonctionnaires affiliés à l'UNSA (Union nationale des syndicats autonomes), fondée en 1995.
Elle assure, quel que soit leur statut juridique (fonctionnaires, contractuels, vacataires…), la représentation des personnels de la fonction publique française dans ses trois versants : fonction publique d'État, fonction publique territoriale, fonction publique hospitalière. Son champ d'activité est interministériel (fonction publique d'État) ou inter-fonctions publiques (cas par exemple des négociations portant sur la fonction publique dans son ensemble).

## Représentativité
L’UNSA Fonction publique est représentative dans l’ensemble de la fonction publique. Au total, elle représente 12,5 % des voix sur l’ensemble des trois fonctions publiques :
- 17,1 % dans le versant fonction publique de l'État (sur la période 2003-2006)
- 9,6 % dans le versant fonction publique territoriale (au 21 décembre 2001)
- 5,2 % dans le versant fonction publique hospitalière (au 9 décembre 2003)

Elle est représentée dans les trois conseils supérieurs de la fonction publique (État, territoriale, hospitalière) et participe à l'ensemble des négociations, n'étant pas dans ce secteur victime des mesures discriminatoires touchant globalement l'UNSA au plan interprofessionnel.

## Organisation

### Instances
L'UNSA Fonction publique est administrée par :
1. une assemblée générale composée de représentants des organisations affiliées (qui peut seule modifier ses statuts) ;
2. une commission administrative et un bureau.

L'exécution courante des décisions est assurée par un secrétariat national composé statutairement d'un secrétaire général, de quatre secrétaires généraux adjoints (deux parmi les organisations de la fonction publique de l'État, un pour la fonction publique territoriale, un pour la fonction publique hospitalière), un trésorier et un adjoint, un ou plusieurs secrétaires nationaux désignés par la commission administrative sur proposition du secrétaire général ou de la secrétaire générale.

### Place de l'UNSA Fonction publique dans l'Union interprofessionnelle
Au sein de l'UNSA, l'UNSA Fonction publique est statutairement un regroupement transversal (les fédérations ou syndicats membres de l'UNSA Fonction publique adhérant directement à la structure interprofessionnelle),. En tant que telle, l'UNSA Fonction publique participe à toutes les incidences délibératives de l'UNSA.

## Historique

### De l'UFF UNSA (1995) à l'UNSA Fonction publique (2010)
L'UNSA naît fin 1993, dans un contexte de recomposition du mouvement syndical après la chute des régimes communistes et sous le second mandat de François Mitterrand. Elle comprend alors deux fédérations de fonctionnaires : la Fédération de l'Éducation nationale (FEN, secrétaire général : Guy Le Néouannic) et la Fédération générale autonome des fonctionnaires (FGAF, secrétaire général : Jean-Pierre Gualezzi), qui est en elle-même une fédération de fédérations. À l'origine, la FEN et la FGAF ont une représentation distincte au niveau de la fonction publique, la FGAF étant seule présente dans les fonctions publiques territoriale et hospitalière, mais très nettement moins représentative que la FEN à l'État.
Le 5 décembre 1995 naît l'Union des fédérations de fonctionnaires de l'UNSA (UFF-UNSA), structure de travail commune à la FEN et à la FGAF. L'UFF UNSA est dotée d'un secrétaire général et d'un secrétaire général adjoint. Par rotation, la FEN assume le secrétariat général pendant deux ans, la FGAF la troisième année (l'organisation n'occupant pas le secrétariat général assume alors le secrétariat général adjoint). Aux côtés du secrétaire général (Guy Le Néouannic pendant les deux premières années) et du secrétaire général adjoint (initialement Jean-Pierre Gualezzi) existe un coordinateur permanent qui est Jean-Paul Roux, alors secrétaire général adjoint de la FEN et responsable incontesté de son secteur « revendications-fonction publique ». Un correspondant de chacune des deux composantes est identifié sur les grands dossiers (questions statutaires, retraites, action sociale, etc.).
Ce système est abandonné fin 1997 avec le choix d'un secrétaire général permanent, fonction qui échoit à Jean-Paul Roux, alors également secrétaire général de la FEN, mais qui fait savoir que ce cumul ne peut être que temporaire. En effet, petit à petit et logiquement, les fédérations relevant de la FGAF commencent à adhérer directement à l'UNSA et donc à l'UFF-UNSA. L'adoption de nouveaux statuts consacre donc la structure correspondant peu ou prou à l'organisation actuelle. On passe ainsi d'une logique de cartel à une logique d'organisation structurelle dans le moment même où l'UNSA elle-même, en tant qu'organisation interprofessionnelle, change elle-même de nature. Le pragmatisme dans le fonctionnement, malgré les frictions de culture syndicale ou de personnes inhérentes à tout regroupement syndical, permet donc à la nouvelle UNSA Fonction publique de franchir un nouveau cap et, en particulier, de faire face au départ de l'UNSA de ce qui reste de l'ancienne FGAF, pour l'essentiel réduite à la fédération autonome de la fonction publique territoriale.
En janvier 2010, l'assemblée générale de l'UNSA Fonctionnaires choisit de modifier son appellation en « UNSA Fonction publique » pour marquer que son action vise — ce qui est le cas dans la tradition constante de l'action de la FEN depuis 1946 — à défendre à la fois le service public et la conception de la fonction publique de carrière, mais également à prendre en charge l'ensemble des personnels travaillant dans le cadre des trois versants de la fonction publique (État, territoriale, hospitalière) qu'ils soient ou non fonctionnaires dans la stricte acceptation statutaire du mot.

### Secrétaires généraux
- 1995-1996 : Guy Le Néouannic (également secrétaire général de la FEN)
- 1997 : Jean-Pierre Gualezzi (également secrétaire général de la FGAF)
- 1998-2001 : Jean-Paul Roux (secrétaire général de la FEN, puis de l'UNSA Éducation de 1997 à 2002)
- 2001-2004 : Hervé Baro, premier secrétaire général à ne pas cumuler le secrétariat général d'une fédération membre
- 2004-2012 : Élisabeth David
- 2012-2015 : Guy Barbier
- 2015- : Luc Farré (reconduit le 11 mai 2023)[3]